# Parafia Wniebowzięcia Najświętszej Maryi Panny w Darewie
Parafia Wniebowzięcia Najświętszej Maryi Panny w Darewie – rzymskokatolicka parafia znajdująca się w diecezji pińskiej, w dekanacie lachowickim, na Białorusi.
Parafia posiada kaplicę w Makijewszczyźnie.

## Historia
Brak informacji o roku erygowania parafii. W 1841 powstał drewniany kościół zniszczony podczas I wojny światowej. W dwudziestoleciu międzywojennym leżała w diecezji pińskiej, dekanacie baranowickim.
W 1934 proboszczem został ks. Stanisław Szeplewicz. Odbudował kościół, który został konsekrowany w 1937. W 1939 został kapelanem
rezerwy WP w stopniu kapitana. W czasie II wojny światowej ukrywał się, bezskutecznie poszukiwany przez NKWD i Gestapo. Działał w Armii Krajowej. Został obroniony przez parafian przed chcącymi go zamordować partyzantami sowieckimi. Po wojnie potajemnie prowadził duszpasterstwo do czasu aresztowania i zesłania do łagrów w 1949. W 1956 powrócił do parafii i otrzymał zezwolenie na pracę duszpasterską, które zostało cofnięte cztery lata później za duszpasterstwo wśród dzieci i młodzieży. Do śmierci w 1975 nielegalnie służył jako ksiądz. O ks. Szeplewiczu powstał film Dzieci księdza Szeplewicza nagrodzony przez Instytut Pamięci Narodowej.